# Бородин, Леонид Иванович
Леони́д Ива́нович Бороди́н (14 апреля 1938, Иркутск — 24 ноября 2011, Москва) — русский писатель, поэт и прозаик, публицист, диссидент.

## Биография
Отец — Шеметас Феликс Казимирович, литовец, краснодеревщик, был расстрелян в 1938 году; мать — Валентина Иосифовна Бородина, учительница. Отчим — Бородин Иван Захарович, директор школы.
Учился в школе милиции в Елабуге, затем на историческом факультете Иркутского университета. В 1956 году был исключён из ВЛКСМ и университета за участие в неофициальной студенческой студии «Свободное слово». Трудился рабочим путевой бригады на Кругобайкальской железной дороге, бурильщиком на Братской ГЭС, проходчиком рудника в Норильске.
В 1958 году поступил на историко-филологический факультет Бурятского пединститута, который окончил в 1962 году. Работал директором средней школы на станции Гусиное Озеро (Бурятия). В 1965 году уехал в Ленинград, пытался поступить в аспирантуру философского факультета ЛГУ с темой о религиозной философии Н. А. Бердяева. Был директором школы в деревне Серебрянка Лужского района Ленинградской области.
В 1965 году вступил в образовавшуюся в Ленинграде подпольную антисоветскую организацию «Всероссийский социал-христианский союз освобождения народа» (ВСХСОН), программа которой, по словам Бородина, заключалась в трёх основных лозунгах — христианизация политики, христианизация экономики и христианизация культуры. В начале 1967 года организация была раскрыта КГБ по доносу, почти все её участники были арестованы.
Арестован в феврале 1967 года. 5 апреля 1968 года в числе прочих соратников был осуждён Ленинградским областным судом по статье 70 УК РСФСР («антисоветская агитация и пропаганда») на 6 лет политлагерей строгого режима. Срок отбывал в колонии строгого режима ЖХ 385/11 (Мордовия), с октября 1970 года — во Владимирской тюрьме, куда был переведён по требованию лагерного начальства за проявляемую строптивость. Освобождён в феврале 1973 года по отбытии полного срока.
В заключении начал писать стихи, после освобождения обратился к прозе. Произведения Бородина распространялись через самиздат, откуда попадали на Запад и печатались в журналах «Грани» и «Посев». Сотрудничал с самиздатским журналом «Вече», после прекращения его выхода издавал национально-православный журнал «Московский сборник». В апреле 1975 года, после конфискации макета 3-го номера, «Московский сборник» прекратил своё существование. В 1978 году Бородин отказался давать показания на арестованного КГБ диссидента Александра Гинзбурга. В начале 1980-х годов занимался в основном литературным трудом.
Второй арест — 13 мая 1982 года. Обвинение — по статье 70-2 УК РСФСР («антисоветская агитация и пропаганда», рецидивист) — за публикации на Западе и в самиздате его литературных произведений. Приговорён к максимально возможному по данной статье сроку — 10 годам колонии особого режима и 5 годам ссылки. В соответствующем сообщении ТАСС указывалось, что Бородин «в течение многих лет вёл незаконную деятельность… хранил и распространял работы, содержащие клевету на советский государственный и общественный строй, переправлял на Запад по нелегальным каналам собственные клеветнические произведения, которые публиковались в издательстве НТС „Посев“ и незаконно ввозились назад в СССР для распространения». Срок отбывал в исправительно-трудовой колонии в Пермской области (Пермь-36). Освобождён досрочно летом 1987 года после решения Политбюро ЦК КПСС об освобождении (помиловании) советских политзаключённых, согласившихся подать прошение о помиловании. Бородин такое прошение писать отказался, но всё равно был освобождён. В общей сложности провёл в советских тюрьмах и лагерях более 11 лет.
В 1990 году по приглашению бывшего тогда главным редактором Владимира Крупина Л. Бородин начал работать в редакции литературно-публицистического журнала «Москва»; с 1992 по 2008 годы — главный редактор журнала, с сентября 2008 года — его генеральный директор, с 2010-го вновь — главный редактор.
В 2005 году включён в список членов Общественной палаты по назначению президента Российской Федерации (созыв 2006—2008 годов). Преподавал в Литературном институте им. А. М. Горького.
Скончался 24 ноября 2011 года от обширного инфаркта. Похоронен на новом кладбище посёлка Реммаш Сергиево-Посадского района Реммаш (в последние годы жизни Л. Бородин проживал на даче неподалёку).

## Критика, воспоминания
…мирочувствование Бородина неотделимо от Родины, от исторической отечественной мистерии. На примере жизни его, так доверительно нам открытой, видим, что Родина не пустой звук, что любовь к ней — не фразёрство, не идеология, а формообразующая человеческую личность закваска, наполняющая жизнь высоким смыслом и содержанием. Смыслом, религиозно выводящим за грань эмпирического теплохладного бытия— Юрий Кублановский

Идейной основой, определяющей нравственное начало произведений Леонида Бородина, можно считать положение, сформулированное писателем в публицистическом повествовании «Полюс верности»: "Как это желательно видеть линию своей судьбы штрихом на плане судьбы народной— Наталья Федченко

## Награды

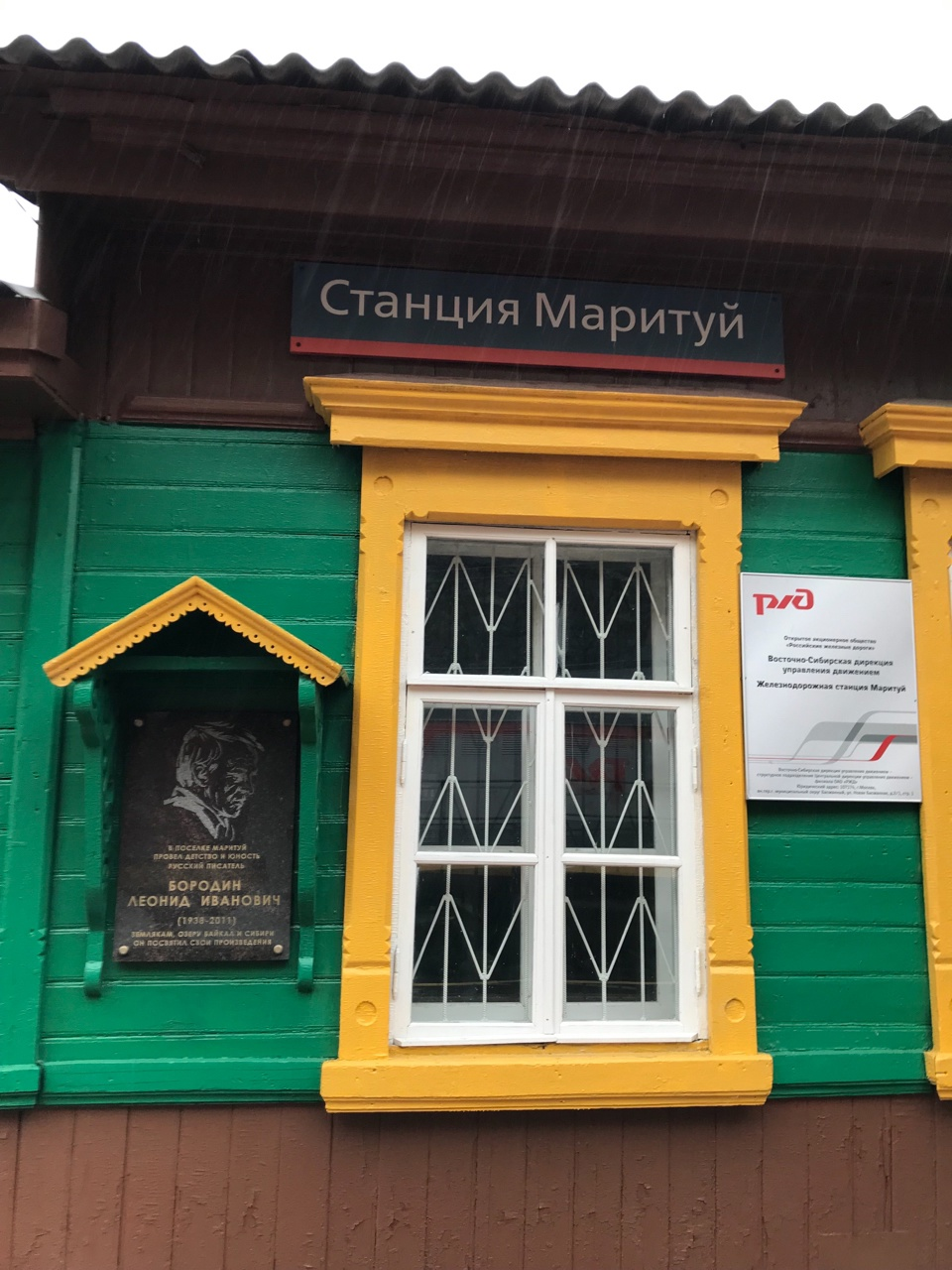
Мемориальная доска писателю Леониду Бородину на станции Маритуй (КБЖД)

- Всероссийская Пушкинская премия «Капитанская дочка» (за повесть «Царица Смуты», 1996)
- Литературная премия «Умное сердце» имени Андрея Платонова (1997)
- Премия Александра Солженицына (2002; «за творчество, в котором испытания российской жизни переданы с редкой нравственной чистотой и чувством трагизма; за последовательное мужество в поисках правды»[10].)
- Большая литературная премия России (2004) за книгу воспоминаний «Без выбора»
- Литературная премия «Ясная Поляна» (2007) за книгу «Год чуда и печали»
- Награды Русской Православной Церкви:
  - Орден преподобного Сергия Радонежского III степени (2002).

## Книги
- Повесть странного времени. — Frankfurt/M., 1978
- Год чуда и печали. — Frankfurt/M., 1981
- Третья правда. — Frankfurt/M., 1981
- Расставание. — Frankfurt/M., 1984
- Ловушка для Адама. Повести. — СПб., 1994
- Без выбора. Автобиографическое повествование. — 2003
- Посещение. — 2003
- Царица смуты (Повесть о Марине Мнишек).
- Собрание сочинений в 7 т. — М.: Изд-во журнала «Москва», 2013. — ISBN 978-5-89097-081-7 (Т. 1. «Год чуда и печали» и другие повести; Т. 2. Стихотворения. Повести; Т. 3. «Женщина в море» и другие повести; Т. 4. Царица смуты; Трики…; Хорошие люди; Т. 5. Рассказы и маленькие повести; Т. 6. Без выбора; Инстинкт памяти; Полюс верности; Т. 7. Публицистика).

## Экранизации
- 1991 — Последний бункер. Фильм Вадима Ильенко, экранизация повести «Перед судом».